# Георги Куртев – Латровалията
Георги Янков Куртев, известен като Латровалията, е български хайдутин и революционер, войвода на Македонския комитет.

## Биография
Куртев е роден в 1855 година във валовищкото село Латрово, днес Хортеро, Гърция. В 1895 година е привлечен от Македонския комитет за участие в Четническата акция и участва в четата на Кочо Муструка при превземането Мелник. През 1896 година е войвода на чета в Поройско, в която четник е и Гоне Бегинин.